# آرثر بورغاردت
آرثر بورغاردت (بالإنجليزية: Arthur Burghardt)‏ مواليد 29 أغسطس 1947 في نيويورك، هو ممثل أمريكي بدأ مسيرته الفنية سنة 1974. امتدت مسيرته الفنية لأكثر من 36 عاما. أول ظهور له كان في فيلم شبكة.

## روابط خارجية
- آرثر بورغاردت على موقع IMDb (الإنجليزية)
- آرثر بورغاردت على موقع قاعدة بيانات برودواي على الإنترنت (الإنجليزية)
- آرثر بورغاردت على موقع قاعدة بيانات الفيلم (الإنجليزية)